# Kuschnyzja
Kuschnyzja (ukrainisch Кушниця; russisch Кушница Kuschniza, slowakisch Kušnice, Kušnica, ungarisch Kovácsrét) ist ein Dorf im Zentrum der ukrainischen Oblast Transkarpatien mit etwa 4600 Einwohnern.

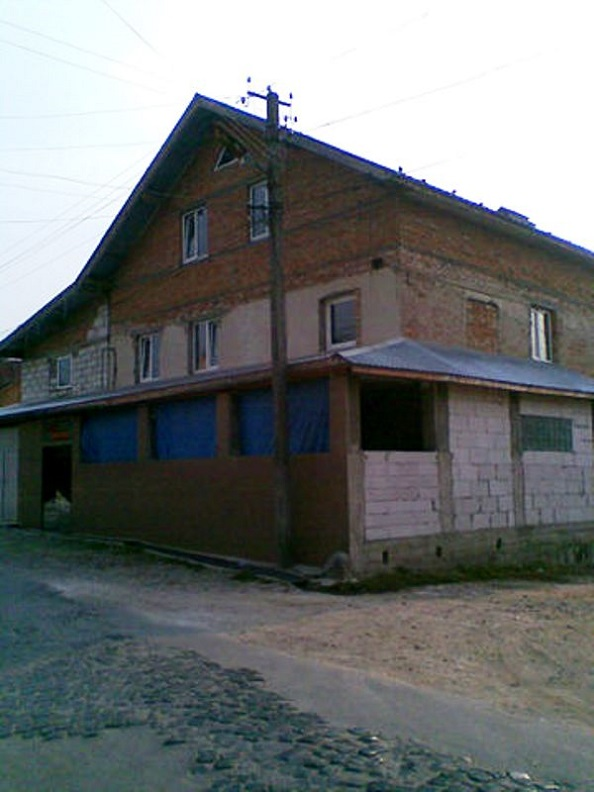
Ehemalige Synagoge, heute als Bäckerei genutzt

Das 1318 erstmals schriftlich erwähnte Dorf liegt am Ufer der Borschawa und an der Territorialstraße T–07–12 32 km nordöstlich vom ehemaligen Rajonzentrum Irschawa. Der Ort besitzt einen Bahnhof am Schmalspurnetz Berehowe.
Am 12. Juni 2020 wurde das Dorf ein Teil neu gegründeten Landgemeinde Kerezky im Rajon Chust; bis dahin bildete es die Landratsgemeinde Kuschnyzja (Кушницька сільська рада/Kuschnyzka silska rada) im Norden des Rajons Irschawa.
Bis 1919 gehörte die Ortschaft zur ungarischen Reichshälfte des Kaiserreichs Österreich-Ungarn und darauffolgend zur Karpato-Ukraine innerhalb der Tschechoslowakei. Mit der Annektierung kam das Dorf zwischen 1939 und 1945 erneut an Ungarn. Nach dem Zweiten Weltkrieg wurde Kuschnyzja 1946 Teil der Ukrainischen Sozialistischen Sowjetrepublik innerhalb der Sowjetunion und seit 1991 der unabhängigen Ukraine.

## Persönlichkeiten
- Lidija Powch (Лідія Петрівна Повх; * 1961), ukrainische Dichterin und Pädagogin